# Ioulia Sineokaïa
Ioulia Vadimovna Sineokaïa (en russe Юлия Вадимовна Синеокая, née le 1er mars 1969 à Moscou) est une philosophe russe, spécialiste de l'histoire de la philosophie européenne et russe. Docteur ès sciences en philosophie (2009), professeur de l'Académie des sciences de Russie (2015), membre correspondant de l'Académie des sciences de Russie (2019).

## Biographie
Après avoir obtenu son diplôme (1992), elle a rejoint l'Institut de philosophie de l'Académie des sciences de Russie. Elle y a soutenu une thèse de doctorat (1996) puis un doctorat en sciences (2009) et a occupé le poste de directrice du Département de philosophie (depuis 2016) et de sous-directrice de la recherche (également depuis 2016). Elle a également plus de 20 ans d'expérience dans l'enseignement dans des établissements d'enseignement supérieurs à Moscou. De 2000 à 2007, elle a été chercheur honoraire au Centre d'études russes et est-européennes de l'université de Birmingham (Royaume-Uni).
En 2015, Sineokaïa reçoit le titre honorifique de professeur de l'Académie russe des sciences et en 2019, elle a été élue membre correspondante de l'académie.
Depuis 2022, elle vit à Paris, en France. Elle s'exprime sur la dégradation du climat intellectuel en Russie depuis le début de la guerre en Ukraine.

## Activité de recherche
Sineokaïa mène des recherches sur l'histoire de la philosophie européenne et russe, de la seconde moitié du XIXe au XXe siècle, développant un concept d'influence mutuelle des traditions philosophiques russes et allemandes au cours de cette période. Sineokaïa est pionnière de l'étude de la réception de Nietzsche en Russie. Elle est membre du comité de rédaction de l'édition russe des Œuvres complètes de Friedrich Nietzsche en 13 volumes. L'originalité de son approche philosophique repose sur la conception selon laquelle le point de départ d'une étude des paradigmes philosophiques d'un auteur ne doivent pas reposer que sur les idées mais également sur des éléments existentiels propre à sa vie. L'élément clé de son approche de l'étude de la formation de la tradition philosophique russe est le concept de « génération philosophique ».
Sineokaïa a lancé plusieurs projets visant à introduire la philosophie académique dans l'espace public. Pour son projet éducatif international « Anatomie de la philosophie » (co-organisé par l'Institut de philosophie et la Bibliothèque Dostoïevski de Moscou), elle a reçu la médaille d'or de l'Académie russe des sciences dans la nomination Sciences humaines et sociales (2016). Elle est rédactrice en chef de l'Annuaire d'histoire de la philosophie et membre du Conseil scientifique international de l'Academia Kantiana de l'Université fédérale de la Baltique Immanuel Kant.

## Publications notables
- Générations philosophiques. Comp. et éd. par Ioulia V. Sineokaïa. Moscou : Maison d'édition LRC, 2022.
- Le Nietzsche interdit : l'anti-nietzschéisme en Russie soviétique, vol. 70/4, 2018, p. 273–288.
- Friedrich Nietzsche, Héritage et Perspectives. Comp. et éd. par Ioulia V. Sineokaïa et Ekaterina A. Polyakova, Moscou, LRC, 2017.
- « Le Problème de l'unification européenne dans le contexte de la philosophie de Nietzsche. », Études russes de philosophie, vol. 50/1,‎ 2011, p. 74–90.
- Trois images de Nietzsche dans la culture russe, Moscou, Institute of Philosophy Press, 2008.
- « Le Problème du surhomme chez Nietzsche et Solov'ev », Vladimir Solov'ev und Friedrich Nietzsche: Eine deutsche-russische kulturelle Jahrhundertbilanz. Francfort-sur-le-Main : Peter Lang, 2003. P. 507–526 (également dans Russian Studies of Philosophy, vol. 41/3,‎ 2002–2003, p. 63–81.
- (de) Nietzsches Philosophie und die russische geistige Renaissance zu Beginn des 20. Jahrhunderts. Dans : Wiener Jahrbuch für Philosophie, 2000, « Bd. XXXI », p. 99–118.